# Applicat Spectra
Applicat Spectra（アプリキャットスペクトラ）は、日本の4人組バンド。所属レーベルはA-Sketch。

## 概要
- 2010年8月大阪で結成、ライブ活動を開始。バンド名は、Apple（リンゴ）、Cat（ネコ）、Spectacle（壮大な）、Orchestra（オーケストラ）を組み合わせた造語。
- 2011年10月にYouTubeに、セントエルモがアップロード*される。
- 2011年11月、限定シングル「セントエルモ」をタワーレコード・TSUTAYA RECORDS・HMV・新星堂のみで、期間限定リリース[2]。
- 2011年11月12日大阪Live Square 2nd LINEにて初ワンマンライブ。
- 2015年12月12日Shibuya TSUTAYA O-nestのワンマンライブをもって解散することを発表した。

## 特徴
- ギターロックとエレクトロの融合。
- メンバーがそれぞれ複数の楽器を演奏し、PC同期など一切使用せずライブで再現。

## ディスコグラフィ

### Demo CD
1. Demo CD Single 『セントエルモ/アルペジオ』(2011年09月01日)
  1. セントエルモ
  2. アルペジオ

## ミュージックビデオ
| 監督                     | 曲名                                                |
| 大久保拓朗               | 「セントエルモ（Live Ver.）」                       |
| 関和亮                   | 「セントエルモ」                                    |
| ヒャクタロウ with Aono.Y | 「セントエルモ（English Ver.）(ONLY SSTV EDITION)」 |
| 福居英晃                 | 「神様のすみか」                                    |

## タイアップ一覧
| 使用年 | 曲名         | タイアップ                                     |
| ------ | ------------ | ---------------------------------------------- |
| 2011年 | セントエルモ | TBS系『COUNT DOWN TV』11月度エンディングテーマ |
| 2012年 | 神様のすみか | TBS系『ランク王国』2・3月度オープニングテーマ  |
| 2012年 | イロドリの種 | TBS系『Asian Ace』4月〜9月エンディングテーマ   |

## ヘビーローテーション/パワープレイ

### テレビ
| 放送年 | 曲名         | ヘビーローテーション/パワープレイ          |
| ------ | ------------ | ------------------------------------------ |
| 2011年 | セントエルモ | スペースシャワーTV 2011年11月度POWER PUSH! |
| 2011年 | セントエルモ | MUSIC ON! TV 11月度M-ON！Recommend         |

## 主なライブ

### ワンマンライブ・主催イベント
- 2011年04月 - 『ネコ座流星群 vol.1』at LIVE SQUARE 2nd LINE
w/the storefront/ヒツジツキ/joy
- 2011年08月 - 『ネコ座流星群 vol.2』at LIVE SQUARE 2nd LINE
w/GOOD ON THE REEL/Dirty Old Men/1000say
- 2011年11月 - 『ネコ座流星群 vol.3』at Shibuya O-Crest
w/The Flickers/竹内電気
- 2012年04月30日・05月12日 - Applicat Spectra ONEMAN LIVE「SPECTACLE ORCHESTRA」
- 2012年11月22日 - Applicat Spectra LIVE STREAM「Netscapes」supported by 2.5D
- 2012年11月30日 - Applicat Spectra LIVE STREAM「Netscapes 1stGIG」supported by 2.5D
- 2013年01月28日 - Applicat Spectra LIVE STREAM「Netscapes」supported by 2.5D
- 2015年05月07日〜06月25日 - THANK YOU FOR COMING APOSTERIO TOUR.
- 2015年06月25日 - Applicat Spectra presents 『ネコ座流星群 vo.5』
w/カフカ/OverTheDogs/The Flickers
- 2015年08月12日 - Applicat Spectra presents 『ネコ座流星群 vo.6』
- 2015年12月12日 - Applicat Spectra presents 『ネコ座流星群 vo.7』 -ワンマンライブ-

### 出演イベント
- 2011年09月 - KANSAI LOVERS2011
- 2011年10月 - MINAMI WHEEL2011
- 2012年02月22日 - Livejack vol.6
- 2012年03月17日 - HAPPY JACK 2012
- 2012年03月20日 - SANUKI ROCK COLOSSEUM～BUSTA CUP 3rd round～
- 2012年04月10日 - ツタヤロックンロールキャンペーン "ツタロック" スペシャルライブ
- 2012年06月03日 - SAKAE SP-RING 2012
- 2012年06月24日 - Czecho No Republic「恐竜系男子TOUR」
- 2012年07月05日 - スペースシャワー列伝 第九十巻 灼熱(しゃくねつ)の宴
- 2012年07月22日 - JOIN ALIVE 2012
- 2012年08月03日 - ROCK IN JAPAN FESTIVAL 2012
- 2012年08月19日 - SUMMER SONIC 2012
- 2012年08月25日 - RockDaze!2012
- 2012年09月01日 - TREASURE05X 2012 ～dancing colorz～
- 2012年10月12日 - MINAMI WHEEL 2012
- 2012年11月 - Lyu:Lyu presents INCIDENT619 vol.3
- 2012年12月08日 - jp Coming fes
- 2013年07月24日 - ココロオークション presents「深海燈リリースツアーファイナル！～DAIOUIKA～」
- 2013年08月03日 - ROCK IN JAPAN FESTIVAL 2013
- 2013年12月18日 - ホロ「ホログラム」リリースツアー
- 2014年04月26日 - ユビキタス「リアクタンスの法則」リリースツアー 【3+1=1】セミファイナル
- 2014年07月05日 - 見放題2014
- 2014年07月12日 - TOKYO BOOTLEG CIRCUIT'14
- 2014年08月08日 - The ROOTLESS presents “Wonderer Vol.3”
- 2014年09月10日 - REDMAN RED NIGHT vol.1
- 2014年10月28日 - innocent blue
- 2015年04月04日 - 高円寺周遊フェスBOYS ON DREAM～一生青春!!～
- 2015年05月15日 - OverTheDogs Presentsアルバム「君が使える魔法について」発売記念ツアー 魔法ふりかけごはんツアー
- 2015年05月28日・29日 - ユビキタス 1st Sngle「空の距離、消えた声」リリースツアー
- 2015年08月24日 - LILY”Cocoon” Release Tour ～ウカウカしてるとフカフカしちゃうぞツアー～

### インタビュー
- ナタリー(2011年11月)
- ナタリー(2012年3月)
- CINRA.NET(2012年3月)
- EMTG MUSIC(2012年4月)

| スタブアイコン | サブスタブ | この項目は、まだ閲覧者の調べものの参照としては役立たない、音楽関係者（バンド等）に関連した書きかけの項目です。この項目を加筆・訂正などしてくださる協力者を求めています（P:音楽/PJ:芸能人）。 |